# Enicospilus cactus
Enicospilus cactus là một loài tò vò trong họ Ichneumonidae.